# Sint-Rosaklooster

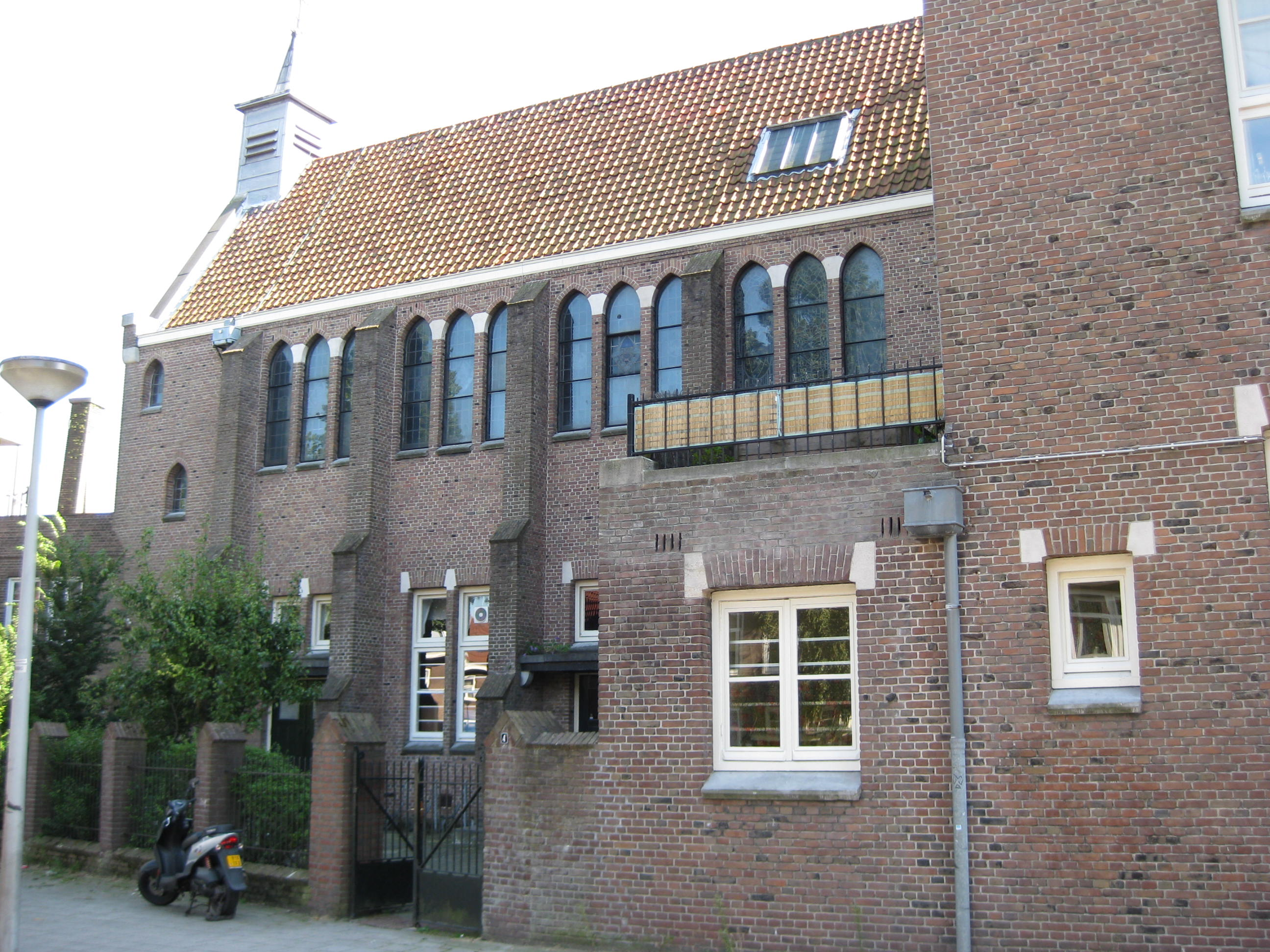
Het Sint-Rosaklooster aan de Wingerdweg

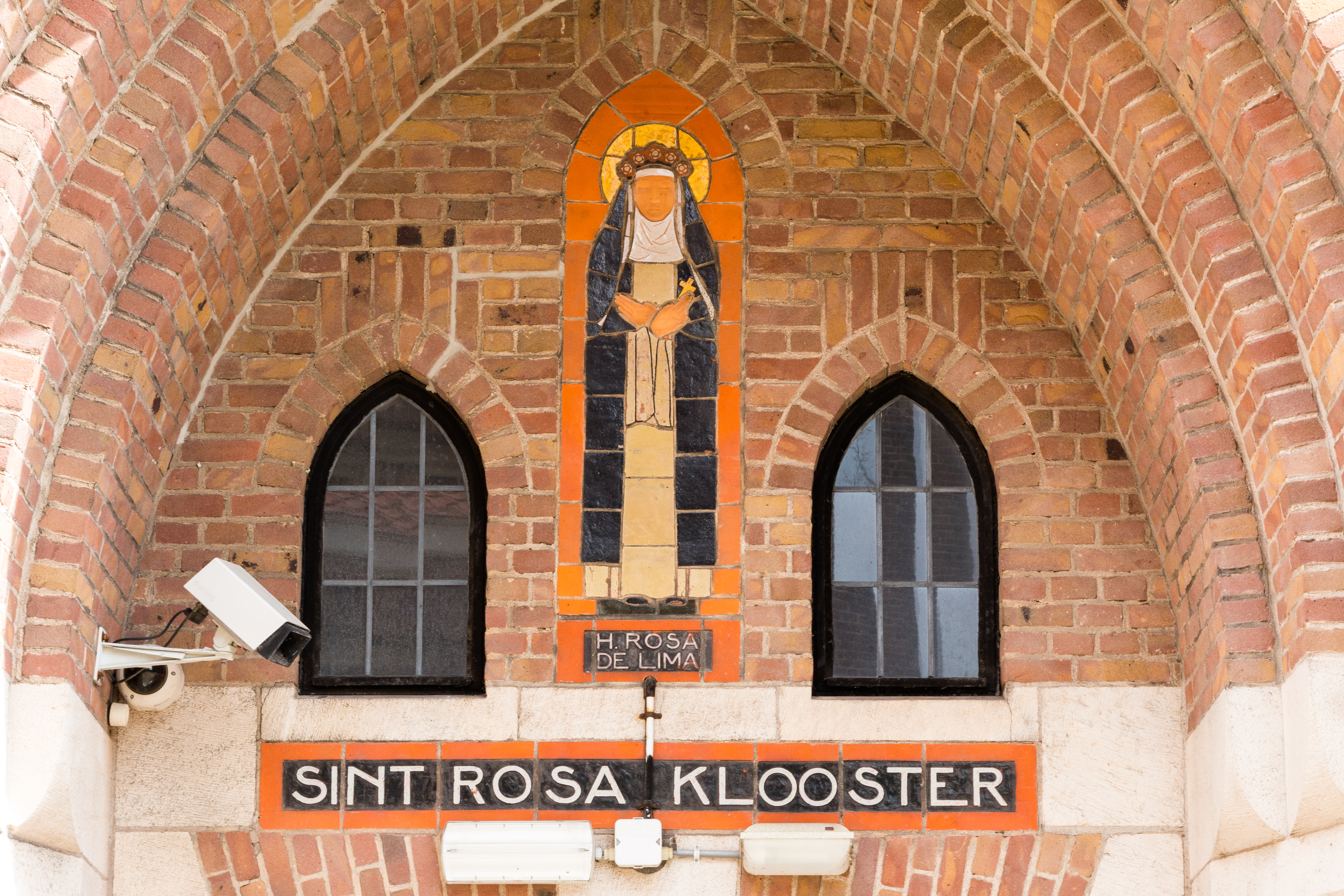
Tympaan, Sint-Rosaklooster

Het Sint-Rosaklooster was een rooms-katholiek zusterhuis aan de Wingerdweg 4 in Amsterdam-Noord. Het werd gebouwd in 1926-'27 naar ontwerp van A.J. Kropholler in traditionalistische bouwstijl.
Het gebouw bestaat uit een zusterhuis met kapel en is verbonden met het kloosterhof en werd gebouwd in opdracht van de Congregatie van de H. Catharina van Senen, zusters Dominicanessen te Voorschoten. Het gebouw staat naast de voormalige Sint-Ritakerk.
Bij het bombardement op Amsterdam-Noord op 17 juli 1943 werd het klooster beschadigd. Het werd in 1944 gerestaureerd door C.M. van Moorsel Pzn.